# 齐齐哈尔医学院第一附属医院
齐齐哈尔医学院第一附属医院是黑龍江齊齊哈爾富拉爾基區的一個醫院，始建于1954年9月，當時稱作齐齐哈尔市第三医院，1975年改為齐齐哈尔医士学校附属医院，1986年改為現今名稱。該院是吴阶平基金会理事医院，中国医疗卫生系统信誉AAA级单位，三级甲等医院。